# Bliżyn (gmina)
Bliżyn (hist. gmina Blizin) – gmina wiejska w województwie świętokrzyskim, w powiecie skarżyskim. W latach 1975–1998 gmina położona była w województwie kieleckim. Siedzibą gminy jest Bliżyn.
Według danych z 31 grudnia 2019 roku gminę zamieszkiwało 8037 osób.

## Położenie i warunki naturalne
Gmina Bliżyn swym obszarem obejmuje środkową część Płaskowyżu Suchedniowskiego. Od północy graniczy z mezoregionem Garb Gielniowski, od południa zaś z mezoregionem Gór Świętokrzyskich. Na obszarze gminy przeważają tereny wzniesione, osiągające wysokość ok. 400 m n.p.m. – obszary obniżone stanowią praktycznie tylko doliny cieków wodnych (głównie rzeki Kamiennej). Niemal 70% powierzchni gminy zajmują lasy, zdominowane przez sosny i jodły. Jej południowa część położona jest w obrębie Suchedniowsko-Oblęgorskiego Parku Krajobrazowego oraz jego otuliny, pozostałe tereny stanowią obszar chronionego krajobrazu.

## Historia
Gmina Bliżyn często zmieniała przynależność powiatową. Do 1939 roku należała do powiatu koneckiego, w latach 1939-1954 do powiatu kieleckiego, w latach 1973–1975 do powiatu szydłowieckiego, a od 1999 roku do powiatu skarżyskiego.

## Struktura powierzchni
Według danych z roku 2002 gmina Bliżyn ma obszar 140,88 km², w tym:
- użytki rolne: 27%
- użytki leśne: 68%

Gmina stanowi 37,27% powierzchni powiatu.

## Demografia
Według danych z 30 czerwca 2004 gminę zamieszkiwały 8662 osoby.

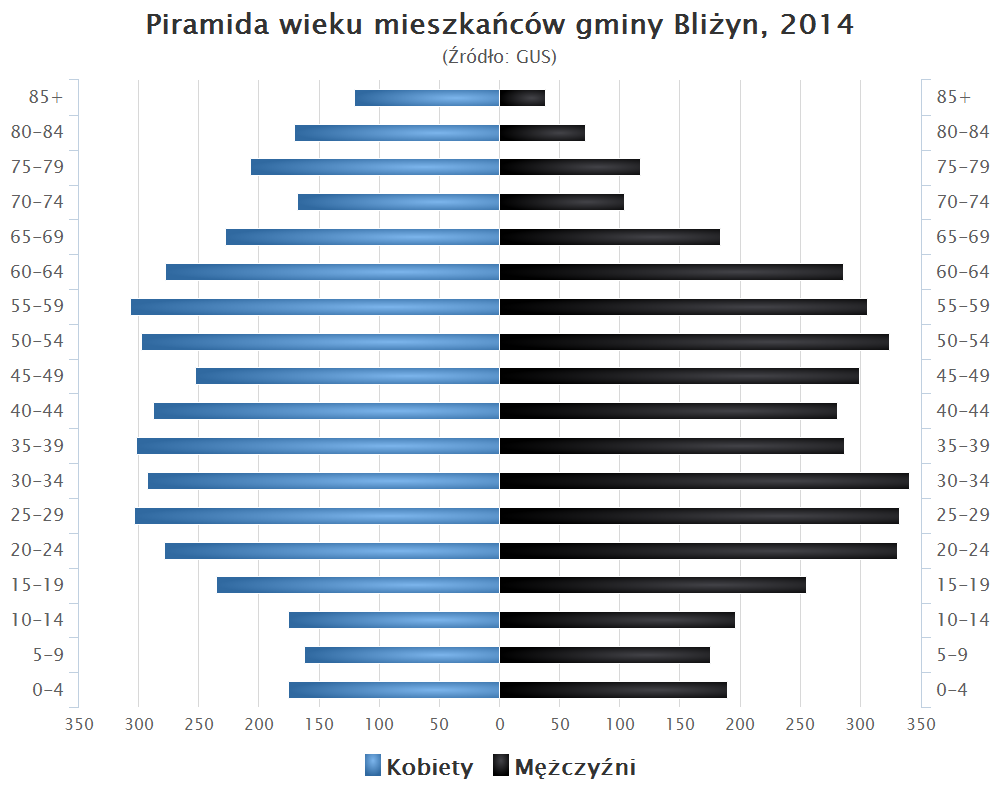
Piramida wieku mieszkańców gminy Bliżyn w 2014 roku

| Opis                              | Ogółem | Ogółem | Kobiety | Kobiety | Mężczyźni | Mężczyźni |
| --------------------------------- | ------ | ------ | ------- | ------- | --------- | --------- |
| Jednostka                         | osób   | %      | osób    | %       | osób      | %         |
| Populacja                         | 8662   | 100    | 4424    | 51,1    | 4238      | 48,9      |
| Gęstość zaludnienia [mieszk./km²] | 61,5   | 61,5   | 31,4    | 31,4    | 30,1      | 30,1      |

## Miejscowości w gminie Bliżyn
| Tabela Nr 1. Wykaz miejscowości podstawowych oraz ich części w administracji gminy Bliżyn                                                                                                | Tabela Nr 1. Wykaz miejscowości podstawowych oraz ich części w administracji gminy Bliżyn | Tabela Nr 1. Wykaz miejscowości podstawowych oraz ich części w administracji gminy Bliżyn | Tabela Nr 1. Wykaz miejscowości podstawowych oraz ich części w administracji gminy Bliżyn | Tabela Nr 1. Wykaz miejscowości podstawowych oraz ich części w administracji gminy Bliżyn |
| Nazwa miejscowości | Identyfikator Simc                                                                        | Rodzaj miejscowości                                                                       | Miejscowość podstawowa                                                                    | Położenie geograficzne                                                                    |
| --- | ----------------------------------------------------------------------------------------- | ----------------------------------------------------------------------------------------- | ----------------------------------------------------------------------------------------- | ----------------------------------------------------------------------------------------- |
| Barak | 0228861                                                                                   | przysiółek wsi                                                                            | Sorbin                                                                                    | 51°03′20″N 20°44′45″E/51,055556 20,745833                                                 |
| Barwinek | 0228507                                                                                   | część wsi                                                                                 | Górki                                                                                     | 51°08′09″N 20°42′58″E/51,135833 20,716111                                                 |
| Biadaczek | 0228200                                                                                   | część wsi                                                                                 | Bliżyn                                                                                    | 51°06′53″N 20°44′27″E/51,114722 20,740833                                                 |
| Bliżyn | 0228192                                                                                   | wieś                                                                                      |                                                                                           | 51°06′27″N 20°45′37″E/51,107500 20,760278                                                 |
| Bliżyn Zafabryczny | 0228217                                                                                   | część wsi                                                                                 | Bliżyn                                                                                    | 51°06′17″N 20°44′55″E/51,104722 20,748611                                                 |
| Borki | 0228737                                                                                   | przysiółek wsi                                                                            | Nowki                                                                                     | 51°06′21″N 20°40′27″E/51,105833 20,674167                                                 |
| Brzask | 0229091                                                                                   | przysiółek wsi                                                                            | Zagórze                                                                                   | 51°06′53″N 20°47′56″E/51,114722 20,798889                                                 |
| Brzeście | 0228275                                                                                   | wieś                                                                                      |                                                                                           | 51°06′26″N 20°47′28″E/51,107222 20,791111                                                 |
| Brzeście Górne | 0228281                                                                                   | część wsi                                                                                 | Brzeście                                                                                  | 51°06′33″N 20°47′15″E/51,109167 20,787500                                                 |
| Bugaj | 0228341                                                                                   | wieś                                                                                      |                                                                                           | 51°06′01″N 20°48′08″E/51,100278 20,802222                                                 |
| Buk | 0228565                                                                                   | część wsi                                                                                 | Jastrzębia                                                                                | 51°05′17″N 20°44′41″E/51,088056 20,744722                                                 |
| Cyganów | 0229040                                                                                   | część wsi                                                                                 | Wołów                                                                                     | 51°05′17″N 20°47′47″E/51,088056 20,796389                                                 |
| Czerwona Góra | 0229100                                                                                   | część wsi                                                                                 | Zagórze                                                                                   | 51°07′07″N 20°46′59″E/51,118611 20,783056                                                 |
| Dalejów | 0228878                                                                                   | przysiółek wsi                                                                            | Sorbin                                                                                    | 51°05′54″N 20°43′13″E/51,098333 20,720278                                                 |
| Drożdżów | 0228370                                                                                   | wieś                                                                                      |                                                                                           | 51°06′19″N 20°43′36″E/51,105278 20,726667                                                 |
| Dule | 0228884                                                                                   | część wsi                                                                                 | Sorbin                                                                                    | 51°05′48″N 20°40′35″E/51,096667 20,676389                                                 |
| Gilów | 0228424                                                                                   | wieś                                                                                      |                                                                                           | 51°07′18″N 20°44′21″E/51,121667 20,739167                                                 |
| Gostków | 0228460                                                                                   | wieś                                                                                      |                                                                                           | 51°07′18″N 20°45′16″E/51,121667 20,754444                                                 |
| Gostków Górny | 0228476                                                                                   | część wsi                                                                                 | Gostków                                                                                   | 51°07′15″N 20°45′26″E/51,120833 20,757222                                                 |
| Górki | 0228499                                                                                   | wieś                                                                                      |                                                                                           | 51°07′32″N 20°42′37″E/51,125556 20,710278                                                 |
| Grabek | 0228750                                                                                   | część wsi                                                                                 | Nowy Odrowążek                                                                            | 51°05′13″N 20°38′02″E/51,086944 20,633889                                                 |
| Grabowiec | 0229056                                                                                   | część wsi                                                                                 | Wołów                                                                                     | 51°05′17″N 20°47′58″E/51,088056 20,799444                                                 |
| Henryków | 0228223                                                                                   | część wsi                                                                                 | Bliżyn                                                                                    | 51°06′33″N 20°44′11″E/51,109167 20,736389                                                 |
| Jastrzębia | 0228559                                                                                   | wieś                                                                                      |                                                                                           | 51°05′47″N 20°44′11″E/51,096389 20,736389                                                 |
| Kałuż | 0228890                                                                                   | część wsi                                                                                 | Sorbin                                                                                    | 51°06′16″N 20°41′40″E/51,104444 20,694444                                                 |
| Klonina | 0228571                                                                                   | osada leśna                                                                               | Jastrzębia                                                                                | 51°05′24″N 20°44′10″E/51,090000 20,736111                                                 |
| Kobyla | 0228588                                                                                   | część wsi                                                                                 | Jastrzębia                                                                                | 51°05′59″N 20°44′05″E/51,099722 20,734722                                                 |
| Koło Szosy | 0228430                                                                                   | część wsi                                                                                 | Gilów                                                                                     | 51°07′02″N 20°44′02″E/51,117222 20,733889                                                 |
| Kopcie | 0228602                                                                                   | wieś                                                                                      |                                                                                           | 51°04′02″N 20°38′39″E/51,067222 20,644167                                                 |
| Kucębów | 0228625                                                                                   | wieś                                                                                      |                                                                                           | 51°04′43″N 20°37′10″E/51,078611 20,619444                                                 |
| Kucębów Dolny | 0228648                                                                                   | część wsi                                                                                 | Kucębów                                                                                   | 51°04′15″N 20°36′50″E/51,070833 20,613889                                                 |
| Kucębów Górny | 0228654                                                                                   | część wsi                                                                                 | Kucębów                                                                                   | 51°04′46″N 20°37′38″E/51,079444 20,627222                                                 |
| Kucębów-Borek | 0228631                                                                                   | część wsi                                                                                 | Kucębów                                                                                   | 51°04′40″N 20°36′42″E/51,077778 20,611667                                                 |
| Kucębów-Odcinek | 0228660                                                                                   | część wsi                                                                                 | Kucębów                                                                                   | 51°05′02″N 20°36′47″E/51,083889 20,613056                                                 |
| Łazik | 0229122                                                                                   | część wsi                                                                                 | Zbrojów                                                                                   | 51°05′52″N 20°43′17″E/51,097778 20,721389                                                 |
| Łysa Góra | 0228298                                                                                   | część wsi                                                                                 | Brzeście                                                                                  | 51°06′33″N 20°46′56″E/51,109167 20,782222                                                 |
| Młynek | 0228909                                                                                   | część wsi                                                                                 | Sorbin                                                                                    | 51°05′42″N 20°40′26″E/51,095000 20,673889                                                 |
| Młynek | 0228909                                                                                   | część wsi                                                                                 | Sorbin                                                                                    | 51°05′42″N 20°40′26″E/51,095000 20,673889                                                 |
| Młynek | 0228909                                                                                   | część wsi                                                                                 | Sorbin                                                                                    | 51°05′42″N 20°40′26″E/51,095000 20,673889                                                 |
| Mroczków | 0228683                                                                                   | wieś                                                                                      |                                                                                           | 51°08′17″N 20°42′17″E/51,138056 20,704722                                                 |
| Mroczków-Kamionka | 0228708                                                                                   | wieś                                                                                      |                                                                                           | 51°08′28″N 20°41′22″E/51,141111 20,689444                                                 |
| Mroczków-Kapturów | 0228714                                                                                   | wieś                                                                                      |                                                                                           | 51°08′35″N 20°42′55″E/51,143056 20,715278                                                 |
| Na Górce | 0228915                                                                                   | część wsi                                                                                 | Sorbin                                                                                    | 51°06′18″N 20°41′53″E/51,105000 20,698056                                                 |
| Na Ogrodzie | 0228387                                                                                   | część wsi                                                                                 | Drożdżów                                                                                  | 51°06′34″N 20°43′31″E/51,109444 20,725278                                                 |
| Na Skręcie | 0228921                                                                                   | część wsi                                                                                 | Sorbin                                                                                    | 51°06′13″N 20°41′09″E/51,103611 20,685833                                                 |
| Nad Kobylą | 0228393                                                                                   | część wsi                                                                                 | Drożdżów                                                                                  | 51°06′19″N 20°43′28″E/51,105278 20,724444                                                 |
| Niwki | 0228690                                                                                   | część wsi                                                                                 | Mroczków                                                                                  | 51°08′02″N 20°42′05″E/51,133889 20,701389                                                 |
| Nowiny | 0228513                                                                                   | część wsi                                                                                 | Górki                                                                                     | 51°07′47″N 20°43′45″E/51,129722 20,729167                                                 |
| Nowki | 0228720                                                                                   | wieś                                                                                      |                                                                                           | 51°06′14″N 20°40′20″E/51,103889 20,672222                                                 |
| Nowy Odrowążek | 0228743                                                                                   | wieś                                                                                      |                                                                                           | 51°05′27″N 20°38′07″E/51,090833 20,635278                                                 |
| Odrowążek | 0228772                                                                                   | wieś                                                                                      |                                                                                           | 51°05′25″N 20°39′19″E/51,090278 20,655278                                                 |
| Olszyny | 0228520                                                                                   | część wsi                                                                                 | Górki                                                                                     | 51°07′30″N 20°43′47″E/51,125000 20,729722                                                 |
| Pastwiska | 0228996                                                                                   | część wsi                                                                                 | Wojtyniów                                                                                 | 51°05′41″N 20°45′23″E/51,094722 20,756389                                                 |
| Pastwiska | 0228996                                                                                   | część wsi                                                                                 | Wojtyniów                                                                                 | 51°05′41″N 20°45′23″E/51,094722 20,756389                                                 |
| Pięty | 0228810                                                                                   | wieś                                                                                      |                                                                                           | 51°08′11″N 20°41′07″E/51,136389 20,685278                                                 |
| Planty | 0228230                                                                                   | część wsi                                                                                 | Bliżyn                                                                                    | 51°06′50″N 20°46′35″E/51,113889 20,776389                                                 |
| Plecionki | 0228246                                                                                   | część wsi                                                                                 | Bliżyn                                                                                    | 51°06′19″N 20°45′49″E/51,105278 20,763611                                                 |
| Płaczków | 0228795                                                                                   | wieś                                                                                      |                                                                                           | 51°07′30″N 20°41′46″E/51,125000 20,696111                                                 |
| Płaczków-Piechotne | 0228803                                                                                   | część wsi                                                                                 | Płaczków                                                                                  | 51°07′30″N 20°41′56″E/51,125000 20,698889                                                 |
| Pod Lasem | 0228447                                                                                   | część wsi                                                                                 | Gilów                                                                                     | 51°07′21″N 20°44′18″E/51,122500 20,738333                                                 |
| Pod Lasem | 0228447                                                                                   | część wsi                                                                                 | Gilów                                                                                     | 51°07′21″N 20°44′18″E/51,122500 20,738333                                                 |
| Pod Lasem | 0228447                                                                                   | część wsi                                                                                 | Gilów                                                                                     | 51°07′21″N 20°44′18″E/51,122500 20,738333                                                 |
| Podgórki | 0228536                                                                                   | część wsi                                                                                 | Górki                                                                                     | 51°07′38″N 20°42′55″E/51,127222 20,715278                                                 |
| Przy Kolei | 0228482                                                                                   | część wsi                                                                                 | Gostków                                                                                   | 51°06′54″N 20°44′51″E/51,115000 20,747500                                                 |
| Przy Szosie | 0228306                                                                                   | część wsi                                                                                 | Brzeście                                                                                  | 51°06′05″N 20°47′16″E/51,101389 20,787778                                                 |
| Przydatki | 0228401                                                                                   | część wsi                                                                                 | Drożdżów                                                                                  | 51°06′28″N 20°43′37″E/51,107778 20,726944                                                 |
| Pustki | 0228312                                                                                   | część wsi                                                                                 | Brzeście                                                                                  | 51°06′09″N 20°46′59″E/51,102500 20,783056                                                 |
| Rędocin | 0228832                                                                                   | wieś                                                                                      |                                                                                           | 51°10′03″N 20°43′11″E/51,167500 20,719722                                                 |
| Rogatka | 0229145                                                                                   | część wsi                                                                                 | Zbrojów                                                                                   | 51°06′24″N 20°43′01″E/51,106667 20,716944                                                 |
| Rosochy | 0228619                                                                                   | osada leśna                                                                               | Kopcie                                                                                    | 51°02′10″N 20°40′20″E/51,036111 20,672222                                                 |
| Scięgno | 0228418                                                                                   | część wsi                                                                                 | Drożdżów                                                                                  | 51°06′28″N 20°43′23″E/51,107778 20,723056                                                 |
| Skały | 0229062                                                                                   | część wsi                                                                                 | Wołów                                                                                     | 51°05′27″N 20°47′30″E/51,090833 20,791667                                                 |
| Sobótka | 0228849                                                                                   | wieś                                                                                      |                                                                                           | 51°08′46″N 20°41′37″E/51,146111 20,693611                                                 |
| Sołtyków | 0228826                                                                                   | wieś                                                                                      |                                                                                           | 51°08′08″N 20°41′26″E/51,135556 20,690556                                                 |
| Sołtystwo | 0228329                                                                                   | część wsi                                                                                 | Brzeście                                                                                  | 51°06′07″N 20°47′08″E/51,101944 20,785556                                                 |
| Sorbin | 0228855                                                                                   | wieś                                                                                      |                                                                                           | 51°06′14″N 20°41′21″E/51,103889 20,689167                                                 |
| Stalownia | 0228252                                                                                   | część wsi                                                                                 | Bliżyn                                                                                    | 51°06′44″N 20°44′46″E/51,112222 20,746111                                                 |
| Stary Gostków | 0229079                                                                                   | część wsi                                                                                 | Wołów                                                                                     | 51°05′40″N 20°46′46″E/51,094444 20,779444                                                 |
| Szczurów | 0228335                                                                                   | część wsi                                                                                 | Brzeście                                                                                  | 51°06′27″N 20°46′31″E/51,107500 20,775278                                                 |
| Szczurów | 0228335                                                                                   | część wsi                                                                                 | Brzeście                                                                                  | 51°06′27″N 20°46′31″E/51,107500 20,775278                                                 |
| Ścięgna | 0229151                                                                                   | część wsi                                                                                 | Zbrojów                                                                                   | 51°06′18″N 20°42′59″E/51,105000 20,716389                                                 |
| Świnia Góra | 0229168                                                                                   | osada leśna                                                                               | Odrowążek                                                                                 | 51°03′47″N 20°41′21″E/51,063056 20,689167                                                 |
| Ubyszów | 0228938                                                                                   | wieś                                                                                      |                                                                                           | 51°07′49″N 20°46′02″E/51,130278 20,767222                                                 |
| Węgliska | 0228766                                                                                   | część wsi                                                                                 | Nowy Odrowążek                                                                            | 51°05′47″N 20°38′12″E/51,096389 20,636667                                                 |
| Wojtyniów | 0228980                                                                                   | wieś                                                                                      |                                                                                           | 51°05′59″N 20°45′58″E/51,099722 20,766111                                                 |
| Wołów | 0229033                                                                                   | wieś                                                                                      |                                                                                           | 51°05′39″N 20°47′53″E/51,094167 20,798056                                                 |
| Za Górkami | 0228950                                                                                   | część wsi                                                                                 | Ubyszów                                                                                   | 51°08′08″N 20°45′30″E/51,135556 20,758333                                                 |
| Za Koleją | 0228269                                                                                   | część wsi                                                                                 | Bliżyn                                                                                    | 51°06′34″N 20°46′01″E/51,109444 20,766944                                                 |
| Za Morgami | 0228967                                                                                   | część wsi                                                                                 | Ubyszów                                                                                   | 51°07′59″N 20°45′17″E/51,133056 20,754722                                                 |
| Za Rzeką | 0228453                                                                                   | część wsi                                                                                 | Gilów                                                                                     | 51°06′51″N 20°43′43″E/51,114167 20,728611                                                 |
| Za Rzeką | 0228453                                                                                   | część wsi                                                                                 | Gilów                                                                                     | 51°06′51″N 20°43′43″E/51,114167 20,728611                                                 |
| Zagórze | 0229085                                                                                   | wieś                                                                                      |                                                                                           | 51°06′53″N 20°47′23″E/51,114722 20,789722                                                 |
| Zapowiedź | 0228542                                                                                   | część wsi                                                                                 | Górki                                                                                     | 51°08′19″N 20°43′56″E/51,138611 20,732222                                                 |
| Zatartacze | 0229010                                                                                   | część wsi                                                                                 | Wojtyniów                                                                                 | 51°05′59″N 20°46′12″E/51,099722 20,770000                                                 |
| Zbrojów | 0229116                                                                                   | wieś                                                                                      |                                                                                           | 51°06′23″N 20°42′42″E/51,106389 20,711667                                                 |
| Żabów | 0228973                                                                                   | część wsi                                                                                 | Ubyszów                                                                                   | 51°07′53″N 20°45′32″E/51,131389 20,758889                                                 |
| Żabów | 0228973                                                                                   | część wsi                                                                                 | Ubyszów                                                                                   | 51°07′53″N 20°45′32″E/51,131389 20,758889                                                 |
| Źródło: Państwowy Rejestr Nazw Geograficznych – miejscowości – format XLSX, Dane z państwowego rejestru nazw geograficznych – PRNG, Główny Urząd Geodezji i Kartografii, 1 stycznia 2025 |                                                                                           |                                                                                           |                                                                                           |                                                                                           |

## Gminy partnerskie
Gmina Bliżyn współpracuje z kilkoma gminami z innych krajów, są to Wilejka (Białoruś), Gmina Grad (Słowenia) oraz Iliny (Węgry).

## Sport
Do 2017 r. istniała Gminna Liga Piłki Nożnej. Składała się z 11 klubów piłkarskich w tym: Kordian Bliżyn. Każdy klub reprezentował daną miejscowość z gminy np. Wołów, Ubyszów, Gostków. W ostatnim sezonie mistrzem został Bliżyn.

## Sąsiednie gminy
Chlewiska, Łączna, m. Skarżysko-Kamienna, Stąporków, Suchedniów, Szydłowiec, Zagnańsk,

## Turystyka
Na terenie Gminy Bliżyn znajdują się dwa rezerwaty Świnia Góra oraz Dalejów. Można też podziwiać dwa zabytki przyrody nieożywionej: Skałki Piekło Dalejowskie oraz Bramę Piekielną. Przez rezerwaty Dalejów oraz Świnia Góra przechodzi  zielony szlak turystyczny z Bliżyna do Zagnańska. Rezerwat przyrody Dalejów, jest też punktem początkowym  czarnego szlaku turystycznego prowadzącego do Suchedniowa. Przez Gminę Bliżyn prowadzi także Piekielny Szlak.

## Wydarzenia

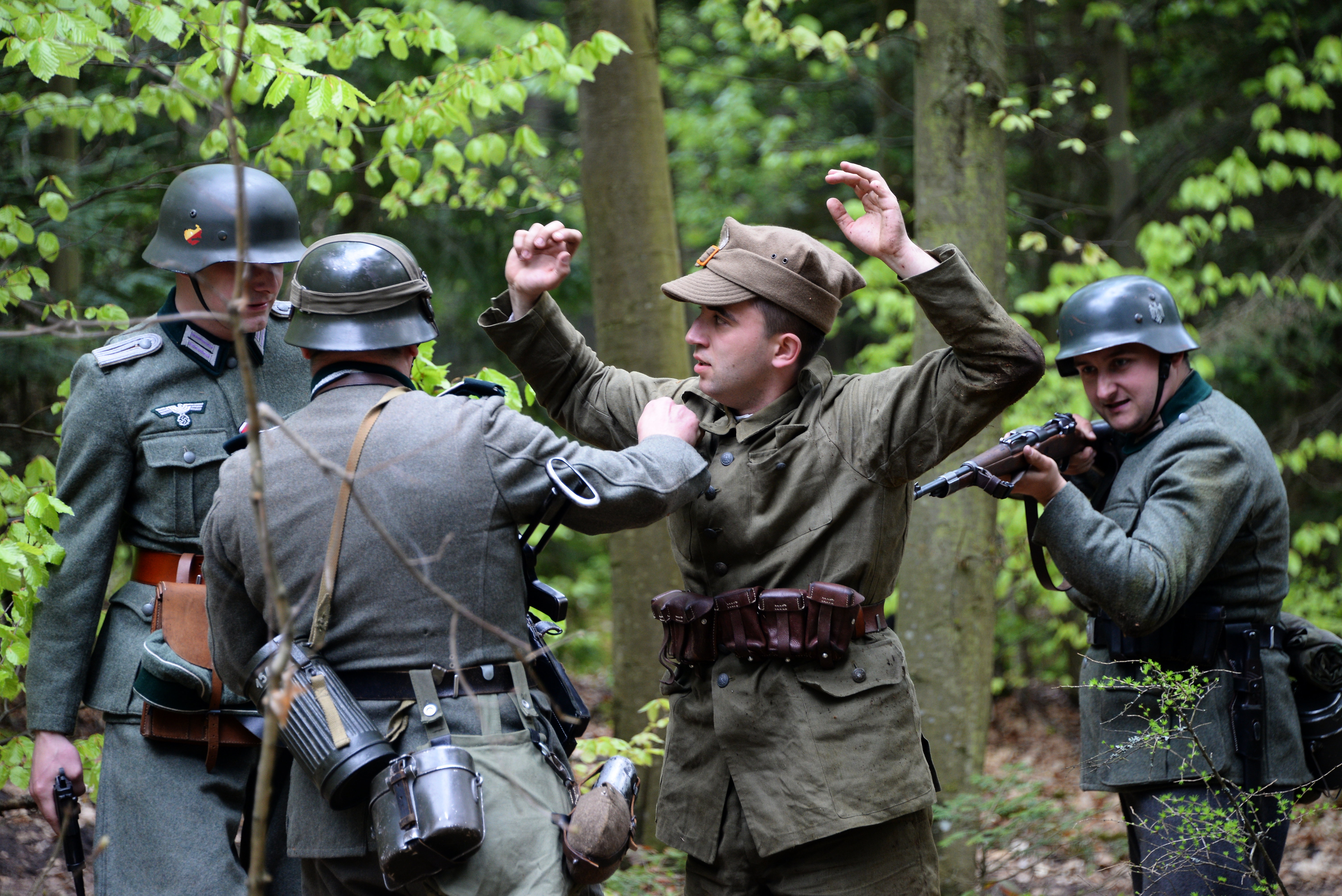
Piknik Kawaleryjski na Świniej Górze w 2017

Co roku na Świniej Górze, znajdującej się na terenie gminy Bliżyn, odbywa się rekonstrukcja historyczna „Piknik Kawaleryjski”, upamiętniająca walki z kwietnia 1940 roku oraz bitwy pod Rosochami - ostatniej zwycięskiej potyczki żołnierzy majora Henryka Dobrzańskiego „Hubala”.

## Honorowi Obywatele Gminy Bliżyn
Edward Śmigły-Rydz data nadania  3 sierpnia 1938